# 1489 Attila
1489 Attila (1939 GC) là một tiểu hành tinh nằm phía ngoài của vành đai chính được phát hiện ngày 12 tháng 4 năm 1939 bởi G. Kulin ở Budapest.